# Ngũ vị tử hai màu
Ngũ vị tử hai màu (danh pháp: Schisandra bicolor) là một loài thực vật có hoa trong họ Schisandraceae. Loài này được W.C.Cheng miêu tả khoa học đầu tiên năm 1932.